# 한글 맞춤법
한글 맞춤법( - 法)은 한국어의 맞춤법으로, 맞춤법은 대한민국에서 통용되는 한국어를 한글로 표기할 때의 기준을 정한 것이다.

## 역사
조선 시대에는 연철이라 하여 글을 소리 나는 그대로 썼다. 예를 들면 '잡히다'를 소리나는 대로 '자피다'로 썼다.
1933년 10월 29일 조선어학회에서 《한글 맞춤법 통일안》을 만들면서 말의 원형을 밝혀 쓰는 (잡-히-다) 방식이 표준으로 정해졌다.

### 분단 이후
한글 맞춤법 통일안은 분단 직후에도 계속 쓰이다가 도전을 받았다. 1948년 조선민주주의인민공화국은 통일안의 표음주의적 요소를 강하게 비판하며 극단적인 형태주의의 조선어 신철자법을 만들었다. 이는 한국 전쟁 이후 완화되었지만, 아직 북측의 철자법은 남한보다는 형태주의적인 요소를 띠고 있다. 이와는 반대로 1953년 대한민국에서는 한글 간소화 파동이 있었다. 이승만 당시 대통령이 한국어를 소리 나는 대로 적는 표기법으로 바꾸려고 했지만, 학계의 반대로 그러지 못한 것이다.
1980년 한글학회에서 《한글맞춤법》을 내었고, 현재는 문교부(지금의 문화체육관광부, 교육부)에서 1988년 1월 19일 고시하여 1989년 3월 1일부터 시행하는 규정을 따른다.
1988년 개정의 주요 내용으로는, 한자어에서는 사이시옷을 붙이지 않음을 원칙으로 하였고(다만 두 음절로 된 6개 한자어만 예외로 사이시옷을 붙이기로 함), "가정란/가정난" 등으로 혼용되어 쓰이던 것을 두음법칙 규정을 구체화하면서 "가정란"으로 적도록 하였다. 띄어쓰기 규정에서 보조 용언은 띄어 씀을 원칙으로 하되, 붙여 씀도 허용하였고, 성과 이름은 붙여 쓰도록 하였다. 수를 표기할 때도 종전에는 십진법 단위로 띄어 쓰던 것을 만 단위로 띄어 쓰도록 하였다. 따라서 123456은 '십이만 삼천사백오십육'이다(종전에는 '십 이만 삼천 사백 오십 육'이라고 썼음).

## 현행 맞춤법의 구성
한글 맞춤법은 6개의 장, 15개의 절, 57개의 항으로 구성되어 있으며 부록(문장 부호)도 있다.
- 제1장: 총칙(總則)
- 제2장: 자모(字母)
- 제3장: 소리에 관한 것
  - 제1절: 된소리
  - 제2절: 구개음화(口蓋音化)
  - 제3절: 'ㄷ'소리 받침
  - 제4절: 모음(母音)
  - 제5절: 두음 법칙(頭音 法則)
  - 제6절: 겹쳐 나는 소리
- 제4장: 형태에 관한 것
  - 제1절: 체언과 조사
  - 제2절: 어간과 어미
  - 제3절: 접미사가 붙어서 된 말
  - 제4절: 합성어 및 접두사가 붙은 말
  - 제5절: 준말
- 제5장: 띄어쓰기
  - 제1절: 조사
  - 제2절: 의존 명사, 단위를 나타내는 명사 및 열거하는 말 등
  - 제3절: 보조 용언
  - 제4절: 고유 명사 및 전문 용어
- 제6장: 그 밖의 것
- 부록

### 한글 맞춤법과 조선말규범집의 차이
- 한글 맞춤법에서는 보조 용언을 띄어 쓰는 것이 원칙인 데 반해, 조선말규범집에서는 붙여 쓴다.
- 한글 자모의 명칭과 사전에서의 배열 순서가 서로 다르다.

## 같이 보기
- 국립국어원
- 맞춤법
- 띄어쓰기
- 문장부호
- 표준어
- 대한민국 표준어
- 표준어 규정
  - 표준어 사정 원칙
  - 표준 발음법
- 외래어 표기법
- 로마자 표기법
- 한국어의 로마자 표기법
- 한국어의 남북간 차이